# Matthias Glässer
Matthias Glässer (* 1970 in Birkenfeld) ist ein deutscher Maler und Konzeptkünstler.

## Werkbeschreibung
Von 1986 bis 1994 erste künstlerische Arbeiten im öffentlichen urbanen Raum. Seit 1994 freier bildender Künstler. Das Werk von Glässer ist breit gefächert. Seine Installationen folgen der Strategie der Konzeptkunst und des Minimalismus. In der Malerei und den zeichnerischen Arbeiten heißen die Schlüsselworte hingegen Transformation, Veränderung und Revolution. Gegenstand vieler seiner Arbeiten ist der Mensch, ohne dass er abgebildet oder in irgendeiner Weise klassifiziert wird.
Ab 2009 nutzt er vermehrt für die Entwicklung seiner künstlerischen Arbeit, Erkenntnisse der Wissenschaft und Forschung. Themen aus dem Bereich der Ökologie und Nachhaltigkeit aber auch der künstlerischen Auseinandersetzung mit dem menschlichen Körper in seiner physischen und psychischen Erfahrungswelt dienen ihm als Inspiration und Forschungsobjekt für die Entwicklung von Installationen, Objekten und Malerei. Sehr oft entfalten sich die Werke dabei wie Versuchsanordnungen.
2011 experimentiert Glässer mit biologischen Substanzen, die er in Verbindung mit Malerei, in einem neuen Kontext verwendet und damit neue Ebenen in der Wahrnehmung des Betrachters schafft (Werkgruppe: Bioaktiv!). Diese interdisziplinären Arbeiten werden 2011 und 2013 mit Stipendien der Stiftung Künstlerdorf Schöppingen gefördert.
Er lebt und arbeitet in Leisel, Rheinland-Pfalz.

## Auszeichnungen/Stipendien
- 2011 KWW (Kunst, Wissenschaft und Wirtschaft) Residenzstipendium mit Förderung und in Kooperation mit dem Ministerpräsidenten des Landes Nordrhein-Westfalen in der Kunststiftung Künstlerdorf Schöppingen.
- 2013 Projektstipendium (Artist in Residence) in der Kunststiftung Künstlerdorf Schöppingen.
- Preisträger Kunst am Bau beim Wettbewerb Kulturhalle Stiftung Schöppingen
- 2016 Paris-Stipendium des Landes Rheinland-Pfalz für die Cité Internationale des Arts
- 2020 Projektstipendien der Stiftung Rheinland-Pfalz für Kultur
- 2020 Projektförderung der Stiftung Kulturwerk VG Bild-Kunst

## Ausstellungen (Auswahl)
- Arp Museum Bahnhof Rolandseck
- Cité Internationale des Arts Paris
- Reiss-Engelhorn Museen, Mannheim
- E-Werk Freiburg
- staatliche Kunsthalle Baden-Baden
- TUFA Trier
- EMA Kunstpreis, Aachen
- Ökorausch Brutkasten, Köln
- Kunstraum altes Dampfbad, Baden-Baden

## Werke in öffentlichen Sammlungen
- Kunstsammlung des Landes Rheinland-Pfalz
- Ministerium der Justiz und für Verbraucherschutz, Mainz
- Dr. Becker-Stiftung
- FH Trier
- Landkreis Birkenfeld